# Althonarosa horisyaensis
Althonarosa horisyaensis är en fjärilsart som beskrevs av Ricardo Kawada 1930. Althonarosa horisyaensis ingår i släktet Althonarosa och familjen snigelspinnare. Inga underarter finns listade i Catalogue of Life.